# Steve McQueen (regizor)
Steven Rodney "Steve" McQueen CBE (n. 9 octombrie 1969) este un regizor, producător, scenarist britanic. Pentru filmul său 12 ani de sclavie  a câștigat un Premiu Oscar, Premiu BAFTA și Globul de Aur. McQueen este primul realizator de filme de culoare care câștigă Premiul Oscar pentru cel mai bun film.

## Filmografie

### Filme artistice
| An   | Film             | Creditat ca | Creditat ca | Creditat ca | Distribuție                          | Box office   |
| An   | Film             | Regizor     | Producător  | Scenarist   | Distribuție                          | Box office   |
| ---- | ---------------- | ----------- | ----------- | ----------- | ------------------------------------ | ------------ |
| 2008 | Hunger           | Da          |             | Da          | Icon Productions Zeitgeist Films     | $2,724,474   |
| 2011 | Shame            | Da          |             | Da          | Momentum Pictures Fox Searchlight    | $17,693,675  |
| 2013 | 12 Years a Slave | Da          | Da          |             | Summit Entertainment Fox Searchlight | $140,160,000 |

### Filme scurte
| 1993 | Bear               | Da | Da | Da |
| 1995 | Five Easy Pieces   | Da | Da | Da |
| 1996 | Just Above My Head | Da | Da | Da |
| 1996 | Stage              | Da | Da | Da |
| 1997 | Exodus             | Da | Da | Da |
| 1997 | Deadpan            | Da | Da | Da |
| 2001 | Girls, Tricky      | Da | Da | Da |
| 2002 | Illuminer          | Da | Da | Da |
| 2002 | Western Deep       | Da | Da | Da |
| 2004 | Charlotte          | Da | Da | Da |
| 2007 | Gravesend          | Da | Da | Da |
| 2009 | Giardini           | Da | Da | Da |
| 2009 | Static             | Da | Da | Da |

### Premii
| Filmografie     | Filmografie      | Filmografie         | Filmografie |
| Filme artistice | Filme artistice  | Filme artistice     | Filme artistice |
| An              | Titlu            | Credit              | Note |
| --------------- | ---------------- | ------------------- | --- |
| 2008            | Hunger           | Director & writer   | BAFTA Award for the Most Promising Newcomer Belgian Film Critics Association Grand Prix Douglas Hickox Award for Debut Director Caméra d'Or Chicago International Film Festival Gold Hugo for Best Feature Cinemanila International Film Festival Lino Brocka Award for International Cinema Dinard British Film Festival Coup de Coeur for Best British Film European Film Award for European Discovery of the Year Evening Standard British Film Award for Best Film Geneva Cinéma Tout Ecran Young Jury Award for Best Film Ghent International Film Festival Youth Jury Award for Best Film Jerusalem Film Festival in Spirit for Freedom Award for Best Feature Ljubljana International Film Festival Kingfisher Award for Best Debut London Critics Circle Award for Breakthrough British Filmmaker Los Angeles Film Critics Association New Generation Award New York Film Critics Circle Awards for Best First Film Stockholm Film Festival Award for Best Directorial Debut Sydney Film Festival Official Competition Award Tallinn Black Nights Film Festival Grand Prize for Best Film Toronto Film Critics Association Award for Best First Feature Toronto International Film Festival Discovery Award for Best Film Venice Film Festival Gucci Award for Best Film Writers' Guild of Great Britain Award for Best Screenplay (shared with Enda Walsh) Nominalizare – BAFTA Award for Best Film Nominalizare – British Independent Film Award for Best Director Nominalizare – British Independent Film Award for Best Screenplay Nominalizare – Chicago Film Critics Award for Most Promising Filmmaker Nominalizare – European Film Award for Best Director Nominalizare – Independent Spirit Award for Best Foreign Film Nominalizare – London Critics Circle Film Award for British Director of the Year Nominalizare – Online Film Critics Society Award for Best Breakthrough Filmmaker Nominalizare – Stockholm Film Festival Bronze Horse for Best Film Nominalizare – Toronto Film Critics Association Award for Best Director |
| 2011            | Shame            | Director & writer   | African-American Film Critics Award for Best Director Black Reel Award for Best Director Black Reel Award for Best Screenplay (shared with Abi Morgan) Venice Film Festival CinemAvvenire Award for Best Film Venice Film Festival FIPRESCI Prize for Best Film Venice Film Festival Young Cinema Award for Best Film Nominalizare – BAFTA Award for Outstanding British Film Nominalizare – Belgian Film Critics Association Grand Prix Nominalizare – Bodil Award for Best Non-American Film Nominalizare – British Independent Film Award for Best Director Nominalizare – British Independent Film Award for Best Screenplay Nominalizare – European Film Award for Best Director Nominalizare – European Film Award for Best Film Nominalizare – European PCA Film Award for Best European Film Nominalizare – Evening Standard British Film Award for Best Film Nominalizare – Goya Award for Best European Film Nominalizare – Humanitas Prize Nominalizare – Independent Spirit Award for Best International Film Nominalizare – Nastro d'Argento for Best Director Nominalizare – London Film Festival Award for Best Film Nominalizare – Nastro d'Argento for Best European Director Nominalizare – Nastro d'Argento for Best Director Nominalizare – Robert Festival Award for Best Non-American Film Nominalizare – Satellite Award for Best Director Nominalizare – Satellite Award for Best Original Screenplay Nominalizare – Stockholm Film Festival Bronze Horse Award for Best Film Nominalizare – Venice Film Festival Golden Lion Award |
| 2013            | 12 Years a Slave | Director & producer | Academy Award for Best Picture African-American Film Critics Association Award for Best Film of the Year American Film Institute Award for Best Director Alliance of Women Film Journalists Award for Best Film Alliance of Women Film Journalists Award for Best Director American Film Institute Award for Top Ten Films BAFTA Award for Best Film Black Reel Award for Best Film Black Reel Award for Best Director Boston Online Film Critics Association Award for Top Ten Best Films of the Year Boston Online Film Critics Association Award for Best Picture Boston Online Film Critics Association Award for Best Director Boston Society of Film Critics Award for Best Film Boston Society of Film Critics Award for Best Director Broadcast Film Critics Association Award for Best Film Chicago Film Critics Association Award for Best Picture Chicago Film Critics Association Award for Best Director Dallas-Fort Worth Film Critics Association Award for Best Picture Florida Film Critics Circle Award for Best Film Florida Film Critics Circle Award for Best Director Golden Globe Award for Best Motion Picture – Drama Hollywood Film Festival Award for Breakthrough Directing Houston Film Critics Society Award for Best Picture Independent Spirit Award for Best Film Independent Spirit Award for Best Director Indiana Film Critics Association Award for Best Film Indiana Film Critics Association Award for Best Director Kansas City Film Critics Circle Award for Best Director Las Vegas Film Critics Society Award for Best Film Las Vegas Film Critics Society Award for Top Ten Films Las Vegas Film Critics Society Award for Best Director London Film Critics Circle Award for Film of the Year Los Angeles Film Critics Association Special Citation Award Mill Valley Film Festival Award for Overall Audience Favorite Mill Valley Film Festival Award NAACP Image Award for Outstanding Motion Picture NAACP Image Award for Outstanding Directing in a Motion Picture National Board of Review Award for Top Ten Films Nevada Film Critics Society Award for Best Film New York Film Critics Circle Award for Best Director New York Film Critics Online Award for Top Films New York Film Critics Online Award for Best Picture Online Film Critics Society Award for Best Picture Palm Springs International Film Festival Director of the Year Award Phoenix Film Critics Society Award for Best Film Phoenix Film Critics Society Award for Top 10 Films Producers Guild of America Award for Best Theatrical Motion Picture(tied with Gravity) San Francisco Film Critics Circle Award for Best Picture Southeastern Film Critics Association Award for Best Picture Satellite Award for Best Film Satellite Award for Best Director Southeastern Film Critics Association Award for Best Director St. Louis Gateway Film Critics Association Award for Best Picture St. Louis Gateway Film Critics Association Award for Best Director St. Louis Gateway Film Critics Association Award for Best Scene Stockholm International Film Festival Bronze Horse Award for Best Film Toronto International Film Festival People's Choice Award Vancouver Film Critics Circle Award for Best Film Washington D.C. Area Film Critics Association Award for Best Film Women Film Critics Circle Josephine Baker Award Nominalizare – Academy Award for Best Director Nominalizare – AACTA International Award for Best Film Nominalizare – AACTA International Award for Best Direction Nominalizare – BAFTA Award for Best Direction Nominalizare – Broadcast Film Critics Association Award for Best Director Nominalizare – Dallas-Fort Worth Film Critics Association for Best Director (Runner-up) Nominalizare – Detroit Film Critics Society Award for Best Film Nominalizare – Directors Guild of America Award for Outstanding Directing – Feature Film Nominalizare – Golden Globe Award for Best Director - Motion Picture Nominalizare – Gotham Audience Award Nominalizare – Gotham Award for Best Feature Nominalizare – Houston Film Critics Society Award for Best Director Nominalizare – IGN Award for Best Movie Nominalizare – IGN Award for Best Drama Movie Nominalizare – IGN Award for Best Movie Director Nominalizare – London Film Critics Circle Award for Director of the Year Nominalizare – New York Film Critics Circle Award for Best Film (Runner-up) Nominalizare – Online Film Critics Society Award for Best Director Nominalizare – Phoenix Film Critics Society Award for Best Director Nominalizare – San Diego Film Critics Society Award for Best Film Nominalizare – San Diego Film Critics Society Award for Best Director Nominalizare – San Francisco Film Critics Circle Award for Best Director Nominalizare – Toronto Film Critics Association Award for Best Film (Runner-up) Nominalizare – Toronto Film Critics Association Award for Best Director (Runner-up) Nominalizare – Utah Film Critics Association Award for Best Picture (Runner-up) Nominalizare – Utah Film Critics Association Award for Best Director (Runner-up) Nominalizare – Vancouver Film Critics Circle Award for Best Director Nominalizare – Washington D.C. Area Film Critics Association Award for Best Director |